# Chascanum pumilum
Chascanum pumilum là một loài thực vật có hoa trong họ Cỏ roi ngựa. Loài này được E.Mey. mô tả khoa học đầu tiên năm 1838.